# Porte d'Alcalá
 (juillet 2024).
Si vous disposez d'ouvrages ou d'articles de référence ou si vous connaissez des sites web de qualité traitant du thème abordé ici, merci de compléter l'article en donnant les références utiles à sa vérifiabilité et en les liant à la section « Notes et références ».
Pour les articles homonymes, voir Alcalá.
La porte d'Alcalá (en espagnol : Puerta de Alcalá) est un des monuments de la ville de Madrid, en Espagne. Elle est l'une des cinq anciennes portes qui donnaient accès à la ville.

## Situation
Elle s'élève au centre du rond-point de la place de l'Indépendance, en bordure de l'angle nord-ouest du parc du Retiro. La porte tire son nom de la route (aujourd'hui rue d'Alcalá) reliant Madrid à la ville voisine d'Alcalá de Henares.

## Histoire
Elle a été construite sur l'ordre du roi Charles III en remplacement d'une ancienne porte qui existait depuis le XVIe siècle. L'architecte italien Francesco Sabatini était en compétition pour le projet avec les Espagnols Ventura Rodríguez et José de Hermosilla. C'est le roi lui-même qui opta pour le projet de Sabatini. Les travaux débutèrent en 1769 et se poursuivirent jusqu'à l'inauguration en 1778. 
Elle s'inscrit dans la lignée des portes de prestige inspirées des arcs de triomphe romains, comme les portes Saint Martin et Saint Denis de Paris qui la précèdent d'un siècle. Elle sera suivie notamment de l'arc de triomphe de Paris ou de la porte de Brandebourg de Berlin. La porte permettait l'entrée dans Madrid aux voyageurs en provenance d'Aragon, de Catalogne et de France.
En 1976, la porte a obtenu le statut de bien d'intérêt culturel. Elle constitue de nos jours un point de passage touristique, sur le chemin entre la place de Cybèle et le parc du Retiro.

## Description
La porte, de style néoclassique, présente une largeur de 43,96 mètres et culmine à 21,94 mètres de hauteur. La structure de la porte est faite de granite en provenance des carrières de Colmenar Viejo, Alpedrete et Hoyo de Manzanares. Les éléments décoratifs sont eux en calcaire issu de Colmenar de Oreja.
Les sculptures d'enfants qui couronnent la porte d'Alcalá représentent les quatre vertus cardinales. Réalisées par Francisco Gutiérrez Arribas, ces sculptures sont parfois dénommées « anges de la paix ».

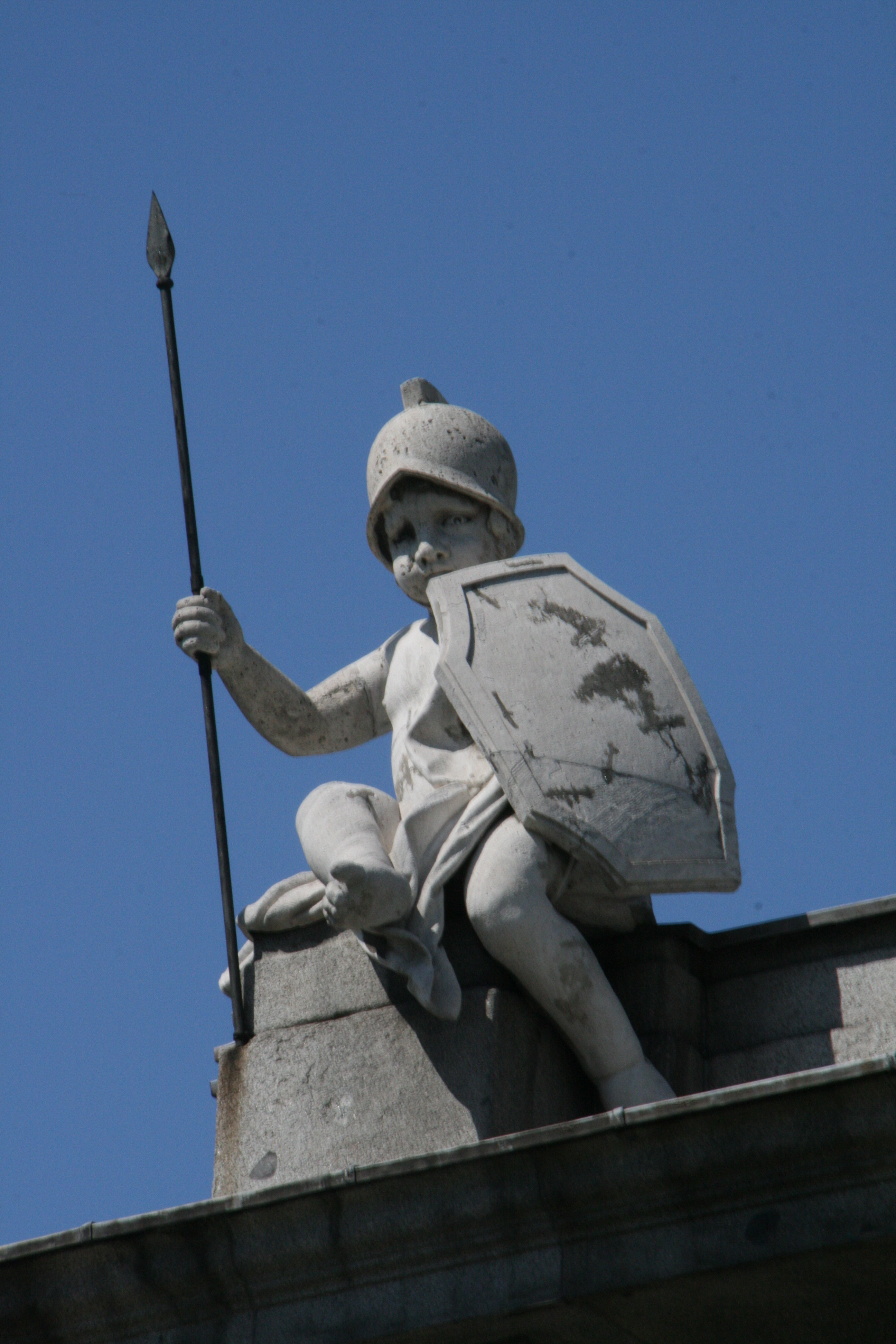
La force d'âme armée d'une lance et d'un bouclier.
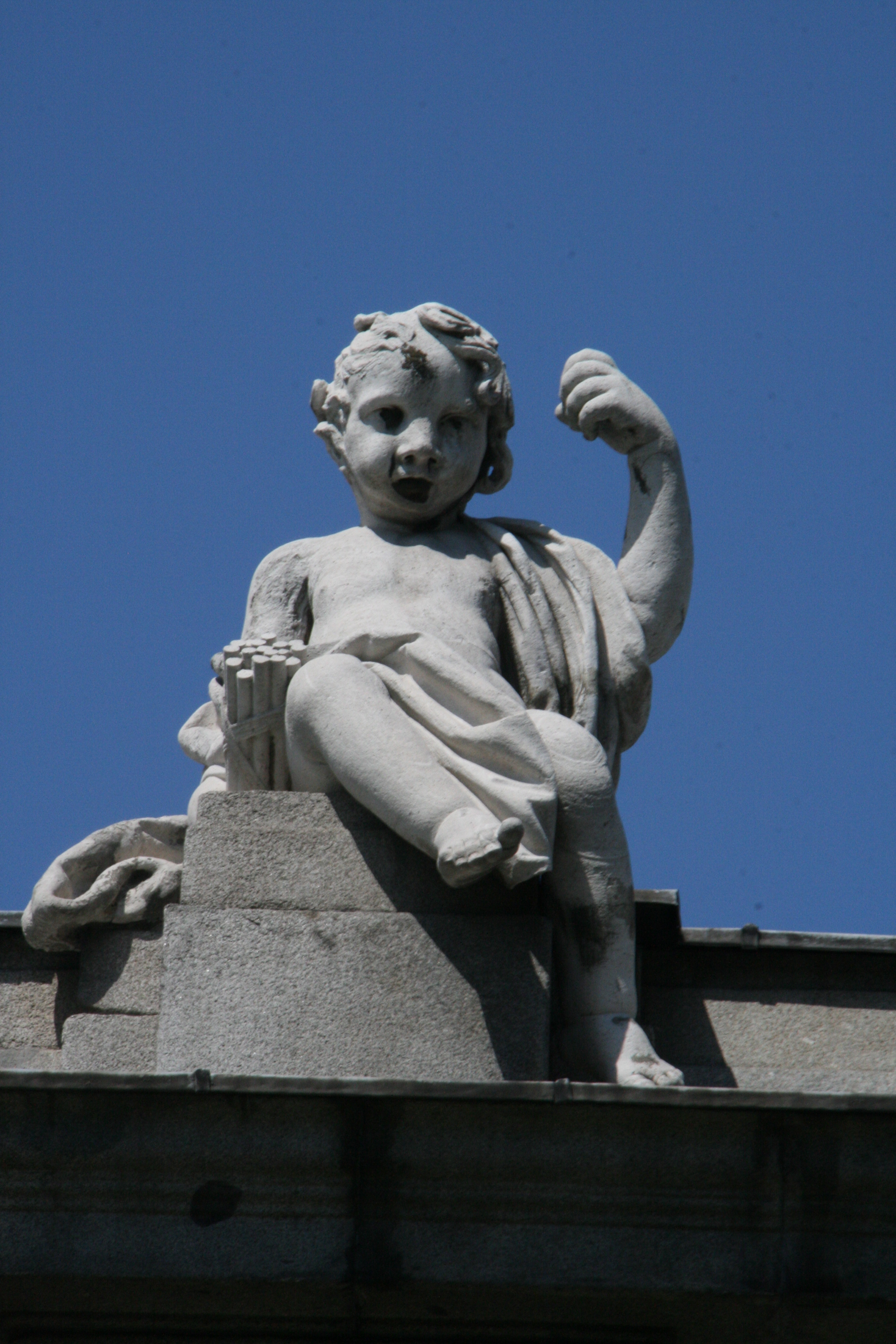
La justice avec une balance et un faisceau.
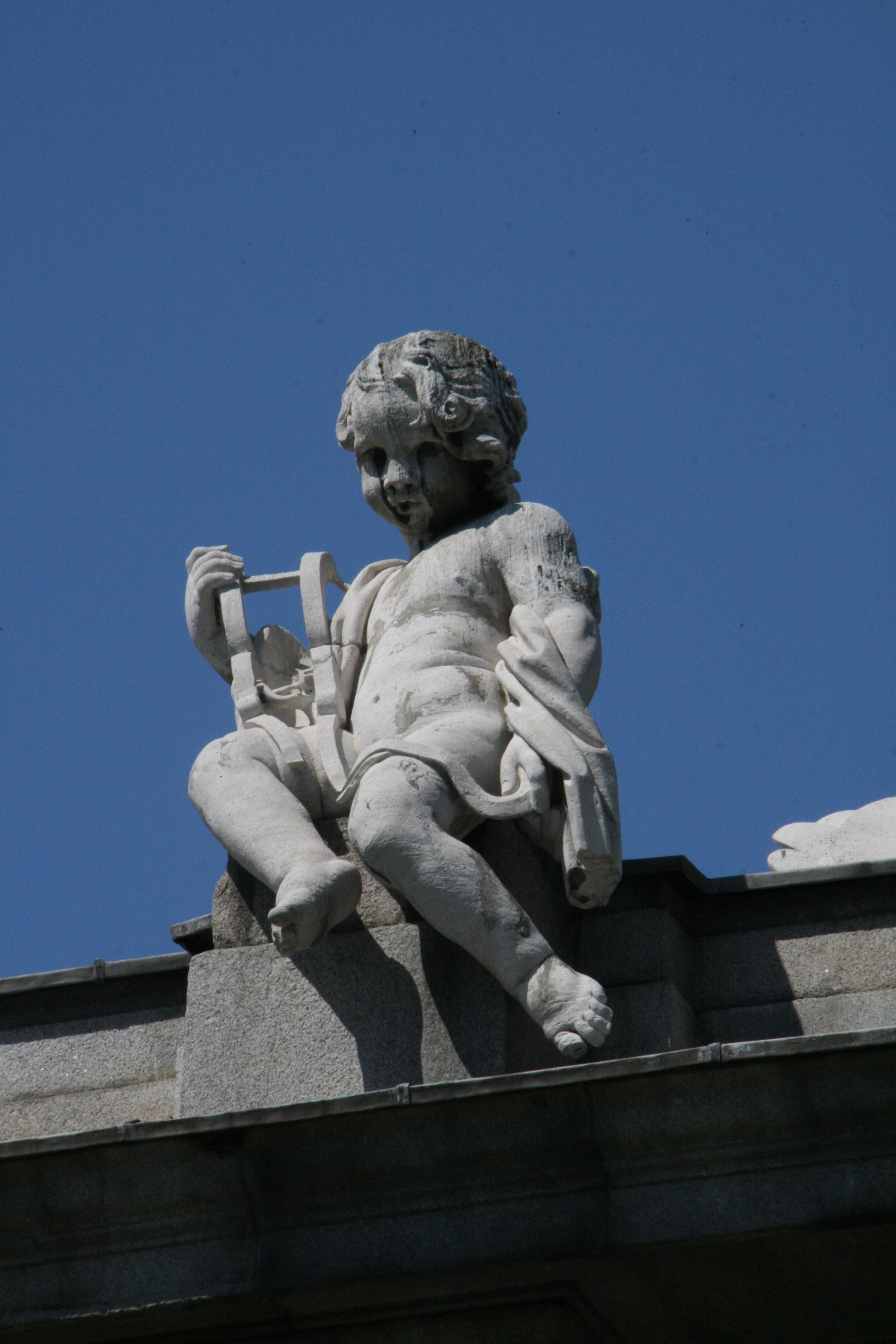
La tempérance tenant un étrier.
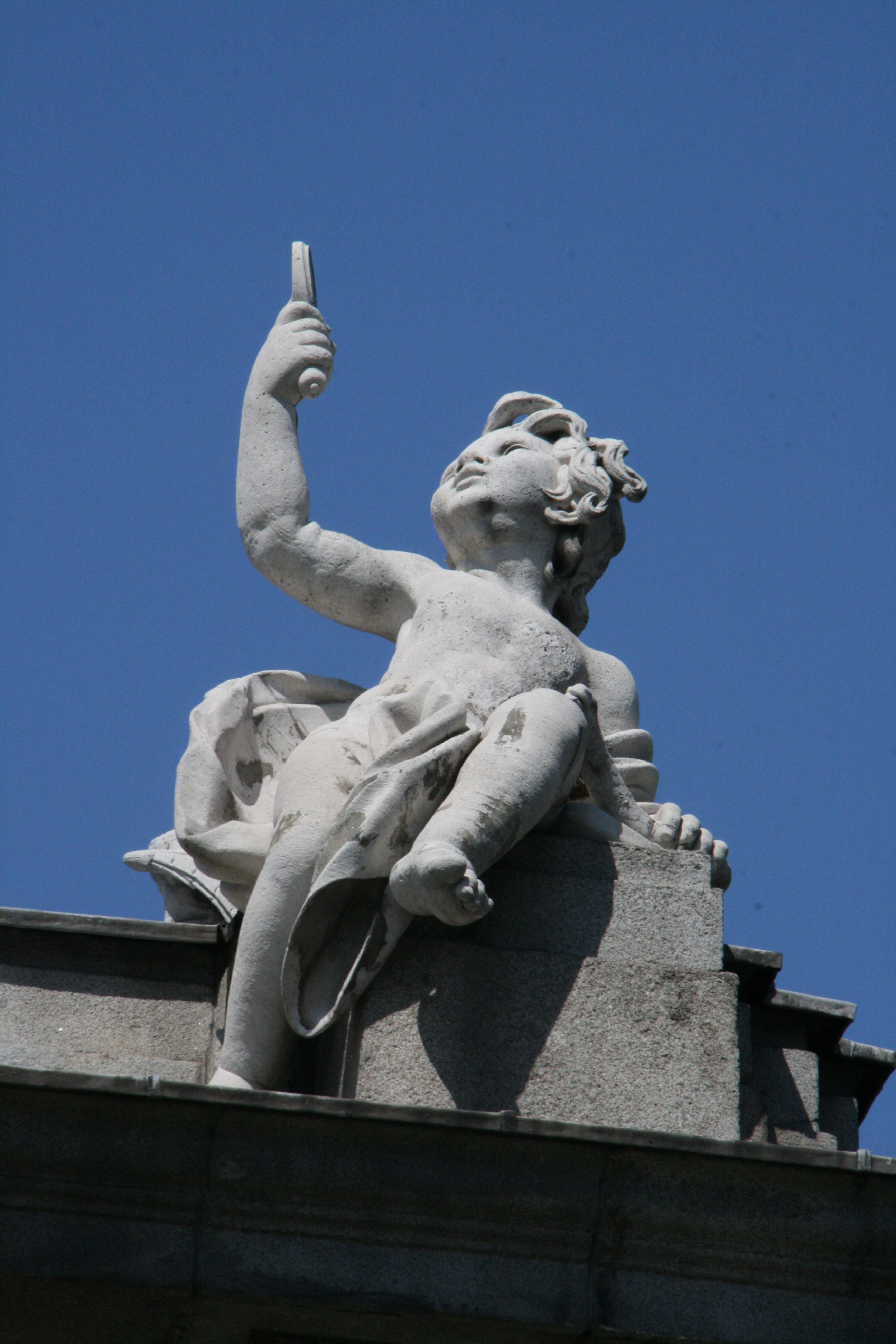
La prudence tenant un miroir.

## Accès
Le monument est accessible par la station Retiro sur la ligne 2 du métro.